# 산주
산주(Sanju)는 인도에서 제작된 라지쿠마르 히라니 감독의 2018년 드라마 영화이다. 란비르 카푸르 등이 주연으로 출연하였다.

## 출연

### 주연
- 란비르 카푸르
- 소남 카푸르
- 파레시 로월

### 조연
- 비키 카우샬
- 마니샤 코이랄라
- 디야 미르자
- 아누쉬카 샤르마
- 보만 이라니
- 타부